# Ameiurus
Ameiurus – rodzaj ryb sumokształtnych z rodziny sumikowatych (Ictaluridae).

## Zasięg występowania
Gatunki z tego rodzaju występują w Ameryce Północnej. Skamieniałości Ameiurus pectinatus pochodzą z oligocenu.

## Klasyfikacja
Gatunkiem typowym jest Silurus lividus (=Ameiurus natalis) .
Współcześnie żyjące gatunki zaliczane do tego rodzaju:
- Ameiurus brunneus
- Ameiurus catus – sumik koci[4]
- Ameiurus melas – sumik czarny[5]
- Ameiurus natalis – sumik żółty[6]
- Ameiurus nebulosus – sumik karłowaty[7], sumik amerykański[5]
- Ameiurus platycephalus
- Ameiurus serracanthus

Gatunki wymarłe 
- †Ameiurus hazenensis
- †Ameiurus lavetti
- †Ameiurus leidyi
- †Ameiurus macgrewi
- †Ameiurus pectinatus
- †Ameiurus reticulatus
- †Ameiurus sawrockensis
- †Ameiurus vespertinus

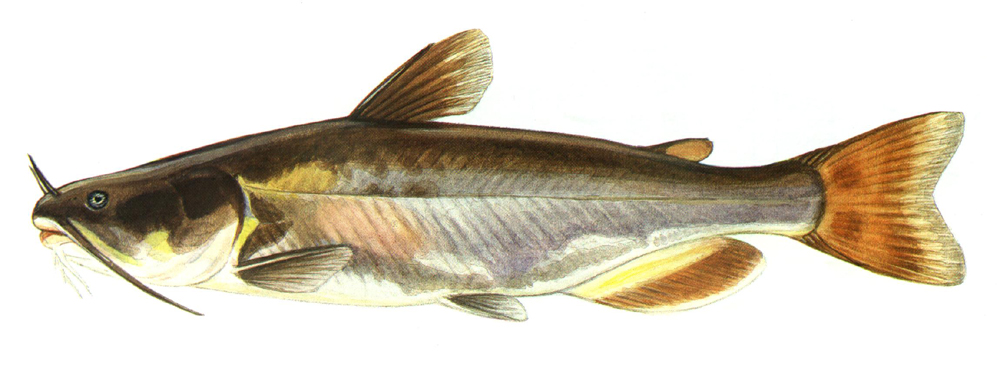
Ameiurus catus
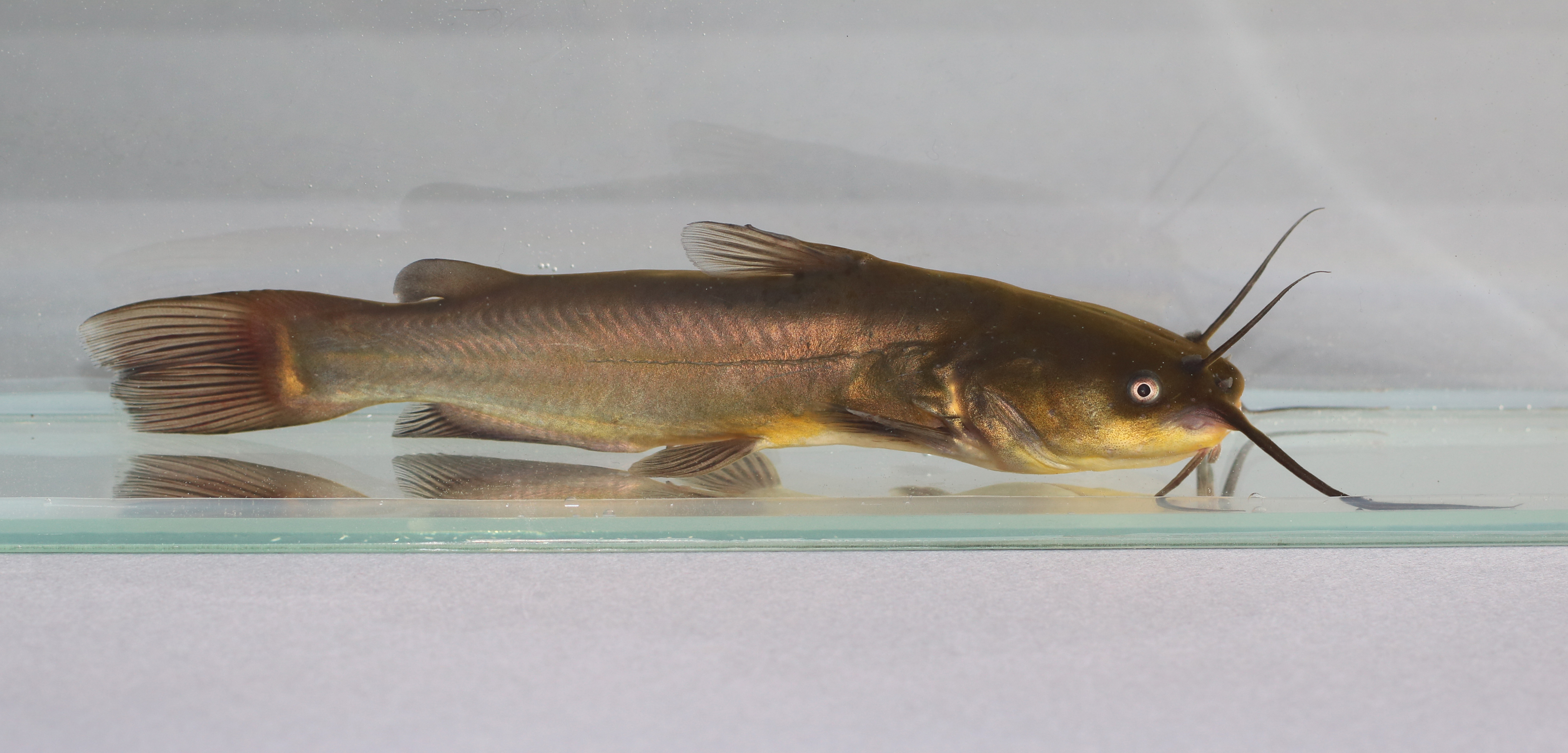
Ameiurus melas
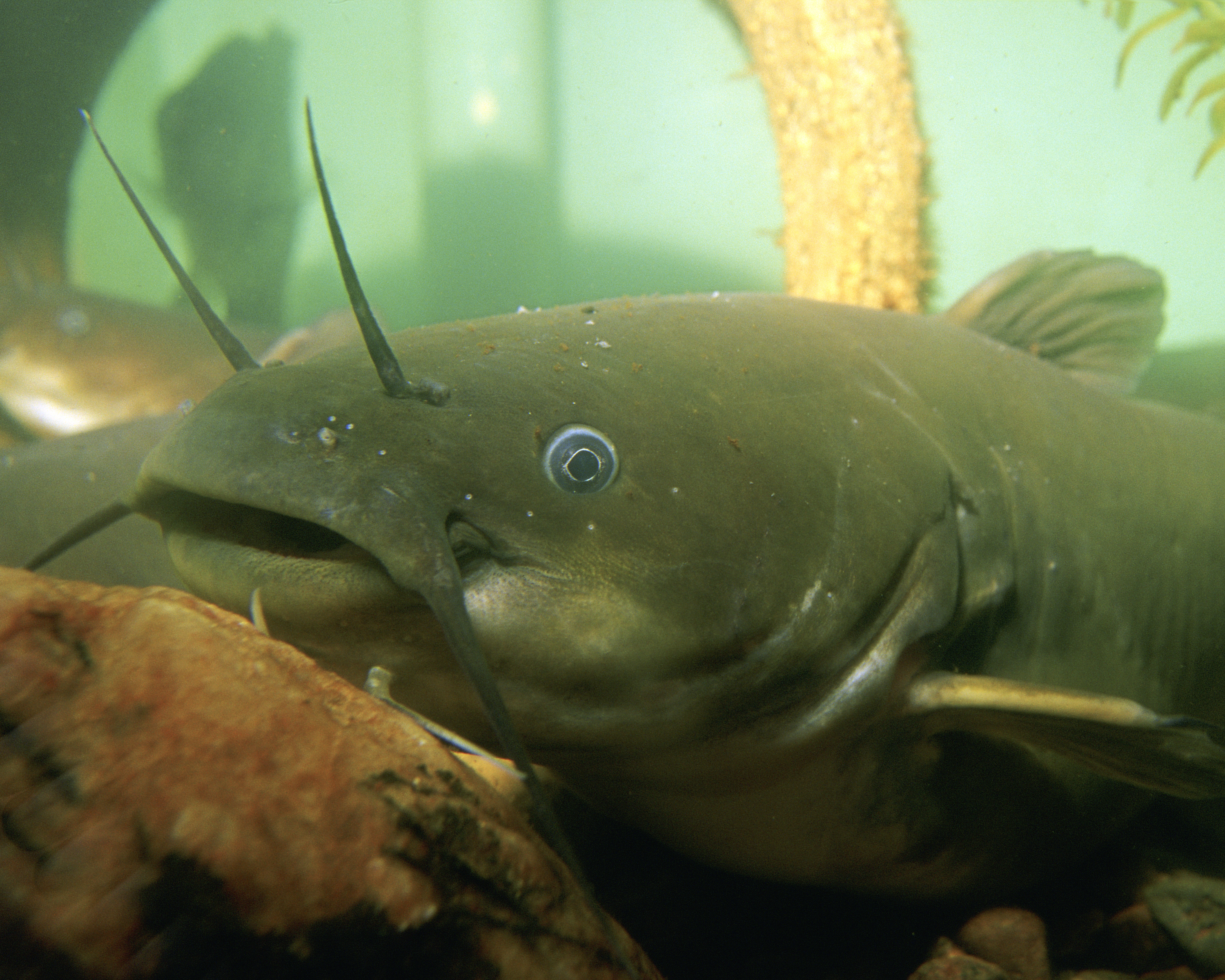
Ameiurus natalis
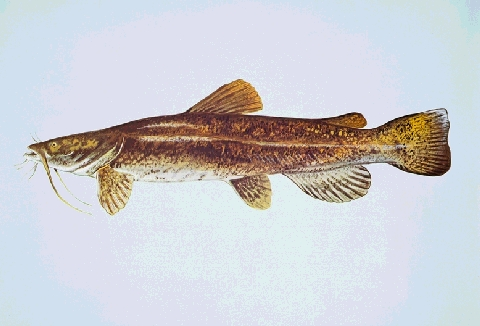
Ameiurus serracanthus